# オキフエダイ
オキフエダイ（学名：Lutjanus fulvus）は、フエダイ科に分類される魚類の一種。インド洋から西太平洋に分布し、岩礁に生息する。黄色の体と赤い鰭が特徴である。

## 分類と名称
1801年にドイツの博物学者であるヨハン・フォースターによって Holocentrus fulvus として記載され、タイプ産地はタヒチであった。種小名は「黄色」を意味し、その体色を示している。flametail snapper、redmargined seaperch、Waigeu snapper、yellowmargined sea perchなどの英名がある。

## 分布と生息地
アデン湾から南アフリカにかけての東アフリカから、インド洋を経て東はマルキーズ諸島およびライン諸島まで、北は南日本、南はオーストラリアまで、インド太平洋に広く分布する。ペルシア湾では見られない。日本では南日本の太平洋岸で散発的に見られ、主に南西諸島に分布する。オーストラリアでは西オーストラリア州のスコット礁、ティモール海のアシュモア・カルティエ諸島からシドニーまで、クリスマス島、ココス諸島、タスマン海のノーフォーク島に分布する。1950年代に、ハワイ州の魚類野生生物局が真珠湾とオアフ島沖に本種を放流した。現在ではハワイ諸島全域で見られるようになったが、個体数が多い場所は一部である。生息深度は2-75mで、ラグーンや海側の岩礁に生息する。ポンペイ沖の岩礁域が浚渫された後、最初に再定着した種の一つである。深い穴や大きな岩のある場所を好む。幼魚は浅いマングローブの湿地や、河川の下流域にも進出する。

## 形態
体長は体高の約4倍。額の輪郭は急で、前鰓蓋の切れ込みは発達する。鋤骨歯は三日月形で、後方に突出はせず、舌に歯はない。背鰭は10棘と14軟条から、臀鰭は3棘と8軟条から成る。背鰭と臀鰭の縁は丸みを帯びている。胸鰭は16軟条から成り、尾鰭は弱く湾入する。全長は通常25cm、最大40cm。体色は茶色から橙色、淡い黄色や白みがかった色まで様々である。背鰭と尾鰭は暗赤色から黒色で、縁取りは白く、胸鰭、腹鰭、臀鰭は黄色である。鱗は茶色から黄色で縁取られ、眼の上には黄色の斑点がある。幼魚には4本の黄色の横縞があり、背鰭に黒い帯が入る。

## 生態
夜行性の肉食魚であり、魚類、甲殻類、ナマコ、頭足類を捕食する。八重山諸島で行われた調査によると、最高齢の個体は34歳で、大部分の個体は3歳以上であった。平均して雌は約4歳、体長22.5cmで、雄は約3歳、20.7cmで性成熟する。4-10月にかけて産卵する。

## 人との関わり
釣り、かご網漁、刺し網で漁獲され、鮮魚として流通する。太平洋ではシガテラ毒を保有することがある。キリバスでは刺し網や釣りで漁獲され、漁業において重要な種となっている。南西諸島では商業漁業の対象となっている。日本では主に鹿児島県以南の南西諸島で漁獲されており、水揚げ量は少ないが、比較的安価で流通する。ハワイへの導入は、商業漁業の対象種を増やすことを目的としていた。